# Venezuela az 1992. évi nyári olimpiai játékokon
Venezuela a spanyolországi Barcelonában megrendezett 1992. évi nyári olimpiai játékok egyik részt vevő nemzete volt. Az országot az olimpián 8 sportágban 26 sportoló képviselte, akik érmet nem szereztek.

## Birkózás
Kötöttfogású
| Versenyző   | Versenyszám | Csoportkör                                                                                      | Csoportkör | Helyosztók        | Helyosztók        | Helyosztók        | Bronz- mérkőzés   | Döntő             | Helyezés    |
| Versenyző   | Versenyszám | Csoportkör                                                                                      | Csoportkör | 9. helyért        | 7. helyért        | 5. helyért        | Bronz- mérkőzés   | Döntő             | Helyezés    |
| Versenyző   | Versenyszám | Ellenfél Eredmény                                                                               | Hely.      | Ellenfél Eredmény | Ellenfél Eredmény | Ellenfél Eredmény | Ellenfél Eredmény | Ellenfél Eredmény | Helyezés    |
| ----------- | ----------- | ----------------------------------------------------------------------------------------------- | ---------- | ----------------- | ----------------- | ----------------- | ----------------- | ----------------- | ----------- |
| Luis Rondon | 82 kg       | A csoport · Daulet Turlihanov (EUN) · 0-9 (kétvállas) · Ernesto Razzino (ITA) · 2-6 (kétvállas) | 9.         | kiesett           | kiesett           | kiesett           | kiesett           | kiesett           | helyezetlen |

## Cselgáncs
Férfi
| Versenyző     | Versenyszám | Selejtező                    | 32-es főtábla                   | Nyolcaddöntő                | Negyeddöntő       | Elődöntő          | Vigaszág első kör | Vigaszág nyolcaddöntő       | Vigaszág negyeddöntő              | Vigaszág elődöntő                    | Bronz- mérkőzés   | Döntő             | Helyezés |
| Versenyző     | Versenyszám | Ellenfél Eredmény            | Ellenfél Eredmény               | Ellenfél Eredmény           | Ellenfél Eredmény | Ellenfél Eredmény | Ellenfél Eredmény | Ellenfél Eredmény           | Ellenfél Eredmény                 | Ellenfél Eredmény                    | Ellenfél Eredmény | Ellenfél Eredmény | Helyezés |
| ------------- | ----------- | ---------------------------- | ------------------------------- | --------------------------- | ----------------- | ----------------- | ----------------- | --------------------------- | --------------------------------- | ------------------------------------ | ----------------- | ----------------- | -------- |
| Willis García | Harmatsúly  | Jerry Dino (PHI) · 1000-0000 | Leyton Mafuta (ZAM) · 1000-0000 | Yun Hyeon (KOR) · 0000-1000 |                   |                   |                   | Amit Lang (ISR) · 1000-0000 | Piotr Kamrowski (POL) · 0001-0000 | Philippe Pradayrol (FRA) · 0000-1100 | kiesett           |                   | 7.       |

Női
| Versenyző        | Versenyszám | Selejtező         | Nyolcaddöntő                          | Negyeddöntő                        | Elődöntő          | Vigaszág nyolcaddöntő          | Vigaszág negyeddöntő                 | Vigaszág elődöntő                     | Bronz- mérkőzés   | Döntő             | Helyezés |
| Versenyző        | Versenyszám | Ellenfél Eredmény | Ellenfél Eredmény                     | Ellenfél Eredmény                  | Ellenfél Eredmény | Ellenfél Eredmény              | Ellenfél Eredmény                    | Ellenfél Eredmény                     | Ellenfél Eredmény | Ellenfél Eredmény | Helyezés |
| ---------------- | ----------- | ----------------- | ------------------------------------- | ---------------------------------- | ----------------- | ------------------------------ | ------------------------------------ | ------------------------------------- | ----------------- | ----------------- | -------- |
| María Villapol   | Légsúly     | erőnyerő          | Szalíma esz-Szuákri (ALG) · 0000-0010 |                                    |                   | Donna Hilton (NZL) · 1000-0000 | Michaela Bornemann (AUT) · 0100-0000 | Hülya Şenyurt (TUR) · 0000-0010       | kiesett           |                   | 7.       |
| Xiomara Griffith | Váltósúly   | erőnyerő          | Nagy Zsuzsa (HUN) · 1000-0000         | Cathérine Fleury (FRA) · 0000-1000 |                   |                                | Ileana Beltran (CUB) · 0010-0000     | Csang Ti (Zhang Di) (CHN) · 0000-0010 | kiesett           |                   | 7.       |

## Kerékpározás

### Országúti kerékpározás
Férfi
| Versenyző           | Versenyszám   | Idő            | Helyezés      |
| ------------------- | ------------- | -------------- | ------------- |
| Robinson Merchan    | Mezőnyverseny | nem ért célba  | nem ért célba |
| Hussein Monsalve    | Mezőnyverseny | 4:35:56(+0:35) | 46.           |
| Carlos Alberto Moya | Mezőnyverseny | 4:35:56(+0:35) | 40.           |

### Pálya-kerékpározás
Sprintversenyek
| Versenyző       | Versenyszám | Selejtező | Selejtező | 1. forduló                                          | 1. forduló | Vigaszág                   | Vigaszág | Negyeddöntő          | 5–8. helyért           | 5–8. helyért | Elődöntő             | Döntő                | Helyezés    |
| Versenyző       | Versenyszám | Idő       | Hely.     | Ellenfelek Győztes idő                              | Hely.      | Ellenfél Győztes idő       | Hely.    | Ellenfél Győztes idő | Ellenfelek Győztes idő | Hely.        | Ellenfél Győztes idő | Ellenfél Győztes idő | Helyezés    |
| --------------- | ----------- | --------- | --------- | --------------------------------------------------- | ---------- | -------------------------- | -------- | -------------------- | ---------------------- | ------------ | -------------------- | -------------------- | ----------- |
| Daniela Larreal | Női egyéni  | 12,608    | 11.       | Erika Salumäe (EST) · Annett Neumann (GER) · 12,377 | 3.         | Kuroki Mika (JPN) · 12,453 | 2.       | kiesett              | kiesett                | kiesett      | kiesett              | kiesett              | helyezetlen |

## Kosárlabda

### Férfi
| Venezuelai férfi kosárlabdacsapat-játékoskeret                                 | Venezuelai férfi kosárlabdacsapat-játékoskeret                                      |
| ------------------------------------------------------------------------------ | ----------------------------------------------------------------------------------- |
| - Víctor Díaz - Gabriel Estaba - Rostyn González - Carl Herrera - Luis Jiménez | - Alexander Nelcha - Iván Olivares - Nelson Solorzano - Sam Shepherd - Omar Walcott |

#### Eredmények
Csoportkör
B csoport
| Csapat                  | M | Gy | V | P+  | P–  | Pk   | P |
| ----------------------- | - | -- | - | --- | --- | ---- | - |
| Egyesített Csapat (EUN) | 5 | 4  | 1 | 425 | 373 | +52  | 9 |
| Litvánia (LTU)          | 5 | 4  | 1 | 478 | 424 | +54  | 9 |
| Ausztrália (AUS)        | 5 | 3  | 2 | 432 | 396 | +36  | 8 |
| Puerto Rico (PUR)       | 5 | 3  | 2 | 445 | 437 | +8   | 8 |
| Venezuela (VEN)         | 5 | 1  | 4 | 392 | 427 | –35  | 6 |
| Kína (CHN)              | 5 | 0  | 5 | 381 | 496 | –115 | 5 |

| 1992. július 26. 9:30 | Venezuela (VEN) | 64 –78    | Egyesített Csapat (EUN) | Pabellón Olímpico de Badalona, Badalona |
| 1992. július 26. 9:30 | (16–34)         |           |                         | Pabellón Olímpico de Badalona, Badalona |
| 1992. július 26. 9:30 | Estaba 21       | Pont      | Tyihonyenko 18          | Pabellón Olímpico de Badalona, Badalona |
| 1992. július 26. 9:30 | Walcott 4       | Lepattanó | Volkov 7                | Pabellón Olímpico de Badalona, Badalona |
| 1992. július 26. 9:30 | Shepherd 5      | Gólpassz  | Tyihonyenko, Volkov 5   | Pabellón Olímpico de Badalona, Badalona |

| 1992. július 27. 11:30 | Venezuela (VEN) | 79 –87    | Litvánia (LTU)  | Pabellón Olímpico de Badalona, Badalona |
| 1992. július 27. 11:30 | (46–38)         |           |                 | Pabellón Olímpico de Badalona, Badalona |
| 1992. július 27. 11:30 | Shepherd 17     | Pont      | Marčiulionis 27 | Pabellón Olímpico de Badalona, Badalona |
| 1992. július 27. 11:30 | Herrera 8       | Lepattanó | Sabonis 11      | Pabellón Olímpico de Badalona, Badalona |
| 1992. július 27. 11:30 | Shepherd 5      | Gólpassz  | Marčiulionis 8  | Pabellón Olímpico de Badalona, Badalona |

| 1992. július 29. 9:30 | Venezuela (VEN) | 71–78     | Ausztrália (AUS) | Pabellón Olímpico de Badalona, Badalona |
| 1992. július 29. 9:30 | (27–43)         |           |                  | Pabellón Olímpico de Badalona, Badalona |
| 1992. július 29. 9:30 | Olivares 22     | Pont      | Bradtke 16       | Pabellón Olímpico de Badalona, Badalona |
| 1992. július 29. 9:30 | Walcott 11      | Lepattanó | Bradtke 9        | Pabellón Olímpico de Badalona, Badalona |
| 1992. július 29. 9:30 | Estaba 4        | Gólpassz  | Gaze 7           | Pabellón Olímpico de Badalona, Badalona |

| 1992. július 31. 9:30 | Venezuela (VEN)    | 82–96     | Puerto Rico (PUR) | Pabellón Olímpico de Badalona, Badalona |
| 1992. július 31. 9:30 | (42–52)            |           |                   | Pabellón Olímpico de Badalona, Badalona |
| 1992. július 31. 9:30 | Olivares 24        | Pont      | López 19          | Pabellón Olímpico de Badalona, Badalona |
| 1992. július 31. 9:30 | Estaba 8           | Lepattanó | Mincy 14          | Pabellón Olímpico de Badalona, Badalona |
| 1992. július 31. 9:30 | Shepherd, Estaba 4 | Gólpassz  | López 7           | Pabellón Olímpico de Badalona, Badalona |

| 1992. augusztus 2. 14:30 | Venezuela (VEN)    | 96 –88    | Kína (CHN)                               | Pabellón Olímpico de Badalona, Badalona |
| 1992. augusztus 2. 14:30 | (52–52)            |           |                                          | Pabellón Olímpico de Badalona, Badalona |
| 1992. augusztus 2. 14:30 | Herrera, Estaba 23 | Pont      | Kung Hsziao-pin (Gong Xiaobin) 18        | Pabellón Olímpico de Badalona, Badalona |
| 1992. augusztus 2. 14:30 | Herrera 10         | Lepattanó | három játékos 3                          | Pabellón Olímpico de Badalona, Badalona |
| 1992. augusztus 2. 14:30 | Walcott 5          | Gólpassz  | Sun Csün (Sun Jun), San Tao (Shan Tao) 5 | Pabellón Olímpico de Badalona, Badalona |

A 9–12. helyért
| 1992. augusztus 4. 11:00 | Venezuela (VEN) | 81 –95    | Spanyolország (ESP)   | Pabellón Olímpico de Badalona, Badalona |
| 1992. augusztus 4. 11:00 | (40–46)         |           |                       | Pabellón Olímpico de Badalona, Badalona |
| 1992. augusztus 4. 11:00 | Herrera 26      | Pont      | Herreros 25           | Pabellón Olímpico de Badalona, Badalona |
| 1992. augusztus 4. 11:00 | Estaba 8        | Lepattanó | Andreu 9              | Pabellón Olímpico de Badalona, Badalona |
| 1992. augusztus 4. 11:00 | Herrera 3       | Gólpassz  | Villacampa, Jofresa 4 | Pabellón Olímpico de Badalona, Badalona |

A 11. helyért
| 1992. augusztus 6. 9:00 | Kína (CHN)                     | 97–100    | Venezuela (VEN)           | Pabellón Olímpico de Badalona, Badalona |
| 1992. augusztus 6. 9:00 | (51–51)                        |           |                           | Pabellón Olímpico de Badalona, Badalona |
| 1992. augusztus 6. 9:00 | Vu Csing-lung (Wu Qinglong) 25 | Pont      | Olivares 32               | Pabellón Olímpico de Badalona, Badalona |
| 1992. augusztus 6. 9:00 | Vang Cse-tan (Wang Zhidan) 5   | Lepattanó | Herrera, Estaba, Nelcha 6 | Pabellón Olímpico de Badalona, Badalona |
| 1992. augusztus 6. 9:00 | Szun Feng-vu (Sun Fengwu) 6    | Gólpassz  | Herrera, Estaba 4         | Pabellón Olímpico de Badalona, Badalona |

| Csapat          | Helyezés |
| --------------- | -------- |
| Venezuela (VEN) | 11.      |

## Műugrás
Férfi
| Versenyző      | Versenyszám        | Elődöntő | Elődöntő | Döntő   | Döntő    |
| Versenyző      | Versenyszám        | Pont     | Helyezés | Pont    | Helyezés |
| -------------- | ------------------ | -------- | -------- | ------- | -------- |
| Dario di Fazio | Egyéni műugrás     | 332,43   | 25.      | kiesett | kiesett  |
| Dario di Fazio | Egyéni toronyugrás | 317,04   | 23.      | kiesett | kiesett  |

## Ökölvívás
| Versenyző       | Versenyszám  | Selejtező                         | Nyolcaddöntő           | Negyeddöntő                | Elődöntő          | Döntő             | Helyezés |
| Versenyző       | Versenyszám  | Ellenfél Eredmény                 | Ellenfél Eredmény      | Ellenfél Eredmény          | Ellenfél Eredmény | Ellenfél Eredmény | Helyezés |
| --------------- | ------------ | --------------------------------- | ---------------------- | -------------------------- | ----------------- | ----------------- | -------- |
| David Serradas  | Légsúly      | Angel Chacón (PUR) · 12-3         | Mario Loch (GER) · 9-4 | Raúl González (CUB) · 7-24 | kiesett           | kiesett           | 5.       |
| José de la Cruz | Váltósúly    | Nicodemus Odore (KEN) · RSC       | kiesett                | kiesett                    | kiesett           | kiesett           | 17.      |
| Raimundo Yant   | Félnehézsúly | Mohamed Ben Guesmia (ALG) · 11-15 | kiesett                | kiesett                    | kiesett           | kiesett           | 17.      |

RSC - a játékvezető megállította a mérkőzést

## Súlyemelés
| Versenyző             | Versenyszám | Szakítás | Szakítás | Lökés    | Lökés    | Összesen | Helyezés |
| Versenyző             | Versenyszám | Eredmény | Helyezés | Eredmény | Helyezés | Összesen | Helyezés |
| --------------------- | ----------- | -------- | -------- | -------- | -------- | -------- | -------- |
| Humberto Fuentes      | 52 kg       | 100,0    | 6.       | 130,0    | 7.       | 230,0    | 7.       |
| José Alexander Medina | 67,5 kg     | 120,0    | 15.      | 160,0    | 10.      | 280,0    | 14.      |
| Julio César Luna      | 82,5 kg     | 152,5    | 17.      | 190,0    | 14.      | 342,5    | 16.      |

## Szinkronúszás
| Versenyző          | Versenyszám | Selejtező        | Selejtező        | Selejtező           | Selejtező  | Selejtező  | Döntő               | Döntő            | Döntő      | Helyezés |
| Versenyző          | Versenyszám | Szabad gyakorlat | Szabad gyakorlat | Technikai gyakorlat | Összesítés | Összesítés | Technikai gyakorlat | Szabad gyakorlat | Összesítés | Helyezés |
| Versenyző          | Versenyszám | Pont             | Hely.            | Pont                | Pont       | Hely.      | Pont                | Pont             | Pont       | Helyezés |
| ------------------ | ----------- | ---------------- | ---------------- | ------------------- | ---------- | ---------- | ------------------- | ---------------- | ---------- | -------- |
| María Elena Giusti | Egyéni      | 84,973           | 22.              | 93,840              | 178,813    | 9.         | kiesett             | kiesett          | kiesett    | 9.       |